# Terrenc Griemink
Terrenc Griemink (Wormer, 6 maart 1997) is een Nederlands korfballer. Hij speelt op het hoogste niveau in Nederland voor LDODK in de Korfbal League. Daarnaast is Griemink een speler van het Nederlands korfbalteam, waarmee hij goud won op de World Games van 2022 en het WK 2023.

## Spelerscarrière

### Groen Geel
Griemink begon met korfbal bij KV Groen Geel in de jeugd.
Griemink doorliep de jeugdteams en onder leiding van coach Dico Dik speelde Griemink in 2015-2016 de zaalfinale met de A1 Jeugd. Groen Geel won de finale tegen de A1 van Fortuna met 26-16, waardoor Griemink jeugdkampioen in de zaal werd.
Per seizoen 2016-2017 maakte Griemink deel uit van de hoofdmacht van Groen Geel, dat als missie had om zich terug te vechten naar de top van Nederland.
In seizoen 2016-2017 wist Groen Geel in de Overgangsklasse promotie te maken naar de Hoofdklasse in de zaal.
Zodoende kwam Groen Geel in seizoen 2017-2018 uit in de Hoofdklasse (zaal). Ondanks de geringe ervaring van de spelersgroep wist Groen Geel in poule A met 24 punten zich als eerste uit de poule te verzekeren van de play-offs.
In de play-off ronde was Dalto de tegenstander van Groen Geel. In de best-of-3 serie won Dalto de eerste wedstrijd met 31-32. De tweede wedstrijd ging in de boeken als een Hoofdklasse wedstrijd met bijzonder veel goals, maar uiteindelijk won Dalto met 42-40. Hierdoor stond Groen Geel na een sterk seizoen toch met lege handen.
In seizoen 2018-2019 stond Groen Geel voor het tweede jaar op rij in de play-offs van de Hoofdklasse zaal. In de play-offs versloeg Groen Geel in 2 wedstrijden KV Wageningen, waardoor het zichzelf plaatste voor de Hoofdklasse finale. In deze finale was Tempo de tegenstander. Groen Geel speelde een sterke finale en won overtuigend met 23-18, waardoor Groen Geel voor de eerste keer in clubshistorie promotie maakte naar de Korfbal League.
In seizoen 2019-2020 speelde Groen Geel in de Korfbal League, maar had het erg lastig. Na 17 speelrondes stond Groen Geel op de 9e plek en degradatie kwam om de hoek kijken. Echter werd de competitie stilgelegd vanwege de coronapandemie en Groen Geel zag zichzelf gehandhaafd zien voor het volgende seizoen.
In het seizoen dat volgde, 2020-2021 werd Groen Geel 5e in Poule A. Dit betekende geen play-offs, maar ook geen degradatie aangezien de korfbalbond had besloten dit seizoen geen enkele ploeg te laten degraderen.
In seizoen 2021-2022 zou in de Korfbal League veel veranderen. De bond wilde de League weer terugbrengen van 12 naar 10 teams, waardoor er dit seizoen sowieso 3 teams direct zouden degraderen.
Groen Geel had het lastig en werd na de eerste competitiehelft ingedeeld in de degradatiepoule. In deze degradatiepoule werd Groen Geel derde, want betekende dat zij niet direct degradeerden, maar dat zij hun plek moesten verdedigen in een play-down serie tegen de verliezend Hoofdklasse finalist.
In de best-of-3 serie was HKC de tegenstander. De eerste wedstrijd werd door HKC gewonnen, waardoor Groen Geel met de rug tegen de muur stond. Echter won Groen Geel de twee volgende wedstrijden, waardoor zij zichzelf alsnog handhaafde voor de Korfbal League.
In seizoen 2022-2023 had Groen Geel een lastig seizoen. Gedurdende het seizoen stopte hoofdcoach Harmzen en werd de ploeg ad interim overgenomen door Dico Dik. De ploeg stond na de reguliere competitie van 18 wedstrijden met 9 punten op plek 9. Dat betekende dat de ploeg directe degradatie had voorkomen, maar dat ze wel via play-downs zich moesten handhaven.

### LDODK
In April 2023 maakte Griemink bekend voor seizoen 2023-2024 uit te komen voor het Friese LDODK.
Seizoen 2023-2024 werd voor LDODK een seizoen met twee gezichten. Gedurende het zaalseizoen stond de ploeg met regelmaat op de eerste plek. Uiteindelijk haalde LDODK 27 punten uit 18 duels en op basis van onderling resultaat eindigde de ploeg 2e van de competitie. Hierdoor plaatste LDODK zich voor het tweede jaar op rij de play-offs. Tegenstander in de play-off serie was DVO. LDODK had thuisvoordeel in de play-off serie, maar dat bleek geen positief effect te hebben; LDODK verloor twee wedstrijden op rij en was zodoende uitgeschakeld in de race voor de zaalfinale. Voor Griemink was dit ook een seizoen waarin hij niet altijd in de basis startte.
Het seizoen 2024-2025 begon iets anders dan voorgaande jaren. LDODK had met Jan Niebeek (voormalig bondscoach) een nieuwe hoofdcoach en met een vernieuwd trainingsschema waren de verwachingen voor LDODK hoog. De ploeg had een sterk zaalseizoen en  eindigde als 3e, met slechts 1 punt verschil met de nummer 2, Fortuna. In de play-off serie tegen Fortuna verloor LDODK de eerste wedstrijd, maar won het de tweede. Hierdoor moest een derde en beslissende wedstrijd gespeeld worden. In deze wedstrijd verloor LDODK met 25-18 waardoor LDODK alsnog met lege handen stond.
Iets later, in de veldcompetitie verzuimde LDODK om 1e te worden in de poule. Hierdoor plaatste de ploeg zich niet voor de kruisfinales.

## Oranje
Griemink kreeg in december 2020 een selectiestatus bij het Nederlands korfbalteam. Per 2021 werd hij toegevoegd aan de selectie van het nationaal team.
Hij won goud op de volgende internationale toernooien:
- World Games 2022
- WK 2023